# Angus Maude
Angus Edmund Upton Maude, Baron Maude of Stratford-on-Avon PC (* 8. September 1912 in Hendon, Middlesex; † 9. November 1993 in Banbury, Oxfordshire, England) war ein britischer Politiker der Conservative Party.

## Leben
Maude studierte nach dem Besuch der Rugby School am Oriel College der University of Oxford und wurde danach 1933 finanzwirtschaftlicher Journalist bei der Tageszeitung The Times sowie zwischen 1935 und 1939 bei Daily Mail. Nach dem Zweiten Weltkrieg war er von 1948 bis 1950 Stellvertretender Direktor der Denkfabrik Political and Economic Planning (PEP).
Er wurde bei den Unterhauswahlen vom 23. Februar 1950 erstmals als Abgeordneter in das House of Commons gewählt und vertrat dort zunächst bis zum 18. April 1958 den neugeschaffenen Wahlkreis Ealing South. Während dieser Zeit war er zugleich auch von 1951 bis 1955 Direktor des Conservative Political Centre, einer Denkfabrik der Conservative Party. Nachdem er 1958 auf sein Mandat im Unterhaus verzichtet hatte, wurde er Redakteur bei The Sydney Morning Herald, einer führenden Tageszeitung Australiens.
Am 15. August 1963 wurde er bei einer Nachwahl wiederum in das Unterhaus gewählt und vertrat dort bis zu seinem Ausscheiden aus dem House of Commons am 9. Juni 1983 den Wahlkreis Stratford-on-Avon. In diesem Wahlkreis war er Nachfolger von John Profumo, der als Heeresminister und Unterhausabgeordneter im Zuge der sogenannten Profumo-Affäre zurückgetreten war, nachdem bekannt wurde, dass dieser eine Liebesbeziehung mit dem Model Christine Keeler unterhielt, die wiederum zugleich eine Affäre mit Jewgeni Iwanow, dem Marineattaché an der Sowjetischen Botschaft in London hatte.
Während seiner Parlamentszugehörigkeit war Maude Sprecher der konservativen Oppositionsfraktion im Unterhaus, musste diese Funktion jedoch 1967 abgeben, nachdem er die Parteipolitik des damaligen Oppositionsführers und späteren Premierminister Edward Heath kritisiert hatte. Dies führte letztlich auch dazu, dass Maude von Heath nicht in dessen zwischen 1970 und 1974 amtierendes Kabinett berufen wurde. Andererseits führte diese Kritik an Heath aber auch dazu, dass Maude 1975 einer der maßgeblichen Unterstützer von Margaret Thatcher bei deren erfolgreichen Kandidatur um den Vorsitz der Conservative Party gegen Heath war. Er selbst wurde daraufhin bis 1979 stellvertretender Vorsitzender der Partei und war zudem auch zeitgleich Vorsitzender der parteiinternen Forschungsabteilung.
Nach dem Wahlsieg der Konservativen bei den Unterhauswahlen vom 3. Mai 1979 wurde er von Premierministerin Thatcher zum Generalzahlmeister (Paymaster General) berufen. Dieses Amt behielt er bis zu seinem Rücktritt und seiner anschließenden Ablösung durch Francis Pym am 5. Januar 1981. 1981 wurde ihm die Ritterwürde verliehen.
Nach seinem Ausscheiden aus dem Unterhaus wurde er 1983 als Baron Maude of Stratford-on-Avon, of Stratford-upon-Avon in the County of Warwickshire, in den Adelsstand erhoben und gehörte damit bis zu seinem Tod als Mitglied dem House of Lords an.
Sein Sohn Francis Maude ist ebenfalls Politiker der Conservative Party und seit 2010 ebenso Paymaster General sowie Minister für Kabinettsangelegenheiten im Kabinett Cameron I.

## Werke
- Biography of a nation, 1955
- Good learning, 1964
- South Asia, 1966
- The consuming society, 1967
- Education: quality and equality, 1968
- The common problem, 1969